# Phreatia hypsorrhynchos
Phreatia hypsorrhynchos är en orkidéart som beskrevs av Rudolf Schlechter. Phreatia hypsorrhynchos ingår i släktet Phreatia och familjen orkidéer. Inga underarter finns listade i Catalogue of Life.